# Wirkungsgrad

Wirkungsgrad einer Glühlampe (Darstellung als Sankey-Diagramm)

Der Wirkungsgrad beschreibt die Effizienz einer technischen Einrichtung oder Anlage als Verhältniszahl der Dimension Zahl oder Prozentsatz, und zwar in der Regel das Verhältnis der Nutzenergie {\displaystyle E_{\text{ab}}} zur zugeführten Energie {\displaystyle E_{\text{zu}}}. Sofern keine Verfälschung durch gespeicherte Energie erfolgt, kann genauso mit der Leistung gerechnet werden als Verhältnis der Nutzleistung {\displaystyle P_{\text{ab}}} zur zugeführten Leistung {\displaystyle P_{\text{zu}}}. Üblicherweise wird der Wirkungsgrad mit dem griechischen Buchstaben {\displaystyle \eta } (eta) bezeichnet und kann Werte zwischen 0 und 1 annehmen:
{\displaystyle \eta ={\frac {E_{\text{ab}}}{E_{\text{zu}}}}}  oder  {\displaystyle \eta ={\frac {P_{\text{ab}}}{P_{\text{zu}}}}}
{\displaystyle P_{\text{ab}}} ist beispielsweise die mechanische Leistung, die ein Elektromotor an der Welle abgibt, und {\displaystyle P_{\text{zu}}} die elektrische Leistung, die dem Motor zugeführt wird.
Der Gütegrad beschreibt hingegen nur innere Verluste einer Maschine und fällt meist erheblich besser aus.
Die Differenz von zugeführter und abgegebener Leistung wird als Verlustleistung bezeichnet.
Neben der allgemeinen Definition haben sich weitere Bezeichnungen wie beispielsweise Nutzungsgrad oder Arbeitszahl etabliert, die je nach Fachbereich bestimmte Randbedingungen und Besonderheiten des Energieflusses in den betrachteten Systemen berücksichtigen. So beziehen sich Nutzungsgrade oder Arbeitszahlen oft auf einen Betrachtungszeitraum (meist ein Jahr), über den die Energien aufsummiert werden.
Die momentan aufgenommene oder abgegebene Leistung bzw. Energie kann unabhängig vom Wirkungsgrad sehr unterschiedlich sein, wenn Leistungs- bzw. Energieaufnahme und -abgabe zeitlich versetzt auftreten, etwa beim Auf- und Entladen eines Akkumulators, oder bei der Aufnahme von solarer Energie durch Pflanzen und deren späterer Freisetzung durch Verbrennen.

## Wertebereich
Der theoretisch mögliche Wertebereich geht von 0 bis 1 bzw. 0 bis 100 %. Der höchste Wert (1 bzw. 100 %) kann in der Praxis bei Maschinen nicht erreicht werden, weil bei allen Vorgängen Energie durch Wärme oder Reibung in thermische Energie umgewandelt wird. Bei Wärmekraftmaschinen wird der Wirkungsgrad zusätzlich durch den Abgasverlust begrenzt und kann niemals den idealen Wirkungsgrad des Carnot-Prozesses übersteigen.
Ein Wirkungsgrad größer 1 entspräche einem Perpetuum mobile erster Art, was gegen den Energieerhaltungssatz verstößt. Vorrichtungen, die mehr Energie abgeben, als sie aufnehmen oder gespeichert haben, sind nicht möglich.
Anders verhält es sich, wenn die zugeführte Energie nur ein Teil der Energie ist, die dem Prozess zur Verfügung steht. So nutzt eine Wärmepumpe zusätzlich zu dem zugeführten Strom auch die Umgebungswärme und erreicht somit einen ausgewiesenen Wirkungsgrad (erzeugte Wärme / zugeführtem Strom) von über 1.
Wirkungsgradvergleiche zwischen Geräten unterschiedlicher Technologie sind nur dann aussagekräftig, wenn alle Energieströme in die Berechnung einbezogen werden. Bei vielen Technologien beziehen sich aber selbst normgerecht ermittelte Wirkungsgradangaben nur auf die durch die jeweilige Technik maximal erschließbare Energie, beispielsweise werden bei Kaminöfen die typischen Wirkungsgradangaben nicht auf die vollständige Verbrennungsenthalpie bezogen, sondern auf den geringeren Heizwert des Holzes. Werden Geräte in Bezug auf den Wirkungsgrad verglichen, dann kann es wegen eigentlich unzulässiger Ansetzung eines gleichen Bezugsrahmens zu Wirkungsgradangaben über 1 kommen. Beispielsweise wird bei Heizkesseln mit Brennwert-Technik oft ein fiktiver Kessel-Wirkungsgrad > 1 angegeben, wenn bei Bezug auf den Heizwert wie bei konventioneller Verbrennung die zusätzlich gewonnene Kondensationsenthalpie hinzu gerechnet wird.

## Mechanischer Wirkungsgrad
Der mechanische Wirkungsgrad wird beispielsweise bei Getrieben oder Lagern angegeben und ist Teil des Gesamtwirkungsgrades einer Anlage (z. B. Antriebsstrang). Er berücksichtigt die Verluste durch Reibung, die die abgegebene mechanische Eingangsleistung reduzieren und zur Erwärmung der Bauteile führt (Abwärme). Reibungsverluste treten dabei durch direkte Reibung zwischen bewegten Oberflächen auf (Schlupf), durch Scherung von Schmierfilmen oder Strömungsverlusten in Fluiden, insbesondere Luftreibung bei schnellen Strömungen oder beim Pumpen in Kolbenmaschinen.

## Biologische Wirkungsgrade
Muskeln wandeln chemische Energie aus Nahrung in mechanische Energie um. Auch hier lässt sich ein Wirkungsgrad aus dem Verhältnis der als Nahrung aufgenommenen Energie und der abgegebenen mechanischen Arbeit abschätzen. Für die Flugmuskulatur von Tauben werden ca. 20 %–25 % angegeben, für Forellen etwa 45 %.
Solche Wirkungsgrade lassen sich beispielsweise mit der indirekten Kalorimetrie bestimmen.

## Wärme-Wirkungsgrade

### Thermischer Wirkungsgrad (Prozesswirkungsgrad)

#### Temperatur
Die Obergrenze für jeden thermischen Wirkungsgrad ist der Carnot-Wirkungsgrad:
{\displaystyle \eta _{\mathrm {C} }=1-{\frac {T_{\mathrm {n} }}{T_{\mathrm {h} }}}},
wobei {\displaystyle T_{\mathrm {n} }} die niedrigste und {\displaystyle T_{\mathrm {h} }} die höchste im Prozess auftretende Temperatur in Kelvin ist.

#### Leistung
Der mechanische oder thermische Wirkungsgrad oder Prozesswirkungsgrad gibt das Verhältnis der gewonnenen mechanischen Leistung zum zugeführten Wärmestrom in einer Wärmekraftmaschine, z. B. einer Dampfturbine, an:
{\displaystyle \eta _{\mathrm {th} }={\frac {P_{\mathrm {mech} }}{\dot {Q}}}}
mit {\displaystyle \eta _{\mathrm {th} }} als dem thermischen Wirkungsgrad, mit {\displaystyle P} (in Watt) als der gewonnenen mechanischen Leistung und mit {\displaystyle {\dot {Q}}} (in Watt) als dem zugeführten Wärmestrom.

#### Energie
Wenn die spezifische Heizenergie des Treibstoffs ({\displaystyle H_{i}} in kWh/kg) und der spezifische Kraftstoffverbrauch der Maschine ({\displaystyle b_{e}} in kg/kWh) bekannt ist, kann der mechanische oder thermische Wirkungsgrad (Kraft aus Wärme) ausgerechnet werden:
{\displaystyle \eta _{\mathrm {th} }={\frac {1}{{H_{i}}\cdot {b_{e}}}}}

### Feuerungstechnischer Wirkungsgrad
Der feuerungstechnische Wirkungsgrad (FTW) gibt die Nutzung der aus der Verbrennung eines Brennstoffes entstehenden Wärme bei Nennleistung an. Er berücksichtigt lediglich den Wärmeverlust durch Abkühlung der Abgase auf Umgebungstemperatur. Eine Bewertung der energetischen Effizienz eines Wärmeerzeugers allein mit Hilfe dieses Abgasverlustes ist möglich, wenn alle anderen Verluste vernachlässigbar sind. Bis Ende des 20. Jahrhunderts war diese Näherungsrechnung für Heizungsanlagen üblich, heute wird der Anlagenwirkungsgrad bzw. Jahresnutzungsgrad betrachtet.
Der FTW ist die Differenz aus 1 (100 %) und dem Abgasverlust {\displaystyle q_{\mathrm {a} }}:
{\displaystyle \eta _{\text{FTW}}=1-q_{\mathrm {a} }}
Moderne Anlagen steigern den Wirkungsgrad durch Absenken der Abgastemperaturen und durch Rückgewinnung der Kondensationsenthalpie von Wasserdampf und Kohlenwasserstoffen. Sie nutzen den Brennwert eines Brennstoffes, während in alten Anlagen nur der Heizwert genutzt werden konnte. Es werden hohe Anforderungen an die Kaminanlage gestellt. Die Abgase müssen teilweise aktiv (z. B. Gebläse) abtransportiert werden, da sie nicht mehr warm genug sind, um selbst aufzusteigen. Der Schornstein ist korrosiven Angriffen durch die im kondensierten Wasser gelösten Verbrennungsrückstände ausgesetzt (Versottung). Unter bestimmten Bedingungen bildet sich zudem Teer, der aufgefangen und in die Verbrennung zurückgeführt werden muss.
Voll-Brennwertkessel, das Luft-Abgas-System oder die Beheizung von Nebenräumen nutzen bei Brennwertkesseln auch die latente Restwärme des Abgases unterhalb der Rücklauftemperatur des normalen Heizsystems. Dabei ist aber zu beachten, dass Gase eine geringe Wärmespeicherkapazität aufweisen und mitunter mit einer besseren Wärmedämmung des Hauses oder anderen Energiesparmaßnahmen „ums gleiche Geld“ gegebenenfalls ein höherer monetärer Nutzen erreicht werden könnte.
Der Wärmeaustrag infolge der Reaktionsenthalpien bei der Bildung von Stickoxiden bzw. die Reduzierung derselben durch Herabsetzung der Brenntemperaturen mithilfe von Porenbrennern oder katalytischen Brennern wird bei der (dem Stand der Technik nicht mehr entsprechenden und somit veralteten) Berechnungsmethode des feuerungstechnischen Wirkungsgrades nicht berücksichtigt.

### Kesselwirkungsgrad
Der Kesselwirkungsgrad hK (%) ist das Verhältnis von Nennwärmeleistung in Prozent der Nennwärmebelastung bei einer Messung im konstanten Dauerbetrieb bei Nennwärmeleistung. Er berücksichtigt wie der FTW auch den Abgasverlust, aber darüber hinaus auch den Wärmeverlust an die Umgebung des Aufstellungsraumes.

### Exergetischer Wirkungsgrad
Der exergetische Wirkungsgrad, auch isentroper Wirkungsgrad genannt, wird meistens zur Beschreibung von Wärmekraftmaschinen benutzt, die nicht nur mechanische bzw. elektrische Energie abgeben, sondern auch Nutzwärme liefern. Hierbei müssen die zwei unterschiedlichen Energiequalitäten (vgl. mit dem 2. Hauptsatz der Thermodynamik) auf einen Nenner gebracht werden. Exergie steht hierbei für die technische Arbeitsfähigkeit; isentrope Prozesse verändern die Entropie nicht.
Thermische Energie kann nicht vollständig in andere Energieformen (z. B. elektrische Energie, mechanische Energie) umgewandelt werden. Die beiden Begriff Anergie und Exergie beschreiben, welcher Teil der thermischen Energie in nützliche physikalische Arbeit umgewandelt werden kann (Exergie) und welcher Teil als nicht nutzbare Abwärme in die Umwelt abgegeben werden muss (Anergie), um die Entropie der Energiewandlung abzuführen. Es gilt:
{\displaystyle {\text{Energie}}={\text{Anergie}}+{\text{Exergie}}}
Die Erzeugung von Wärme ist, selbst in einem Brennwertkessel mit nominal 100 % Wirkungsgrad, stets mit Entropieproduktion verbunden. Damit besteht Niedertemperaturwärme aus viel Anergie und wenig Exergie. Der Exergiegehalt von Wärme entspricht dem Carnot-Faktor.
Der Wirkungsgrad einer realen Wärmekraftmaschine ist immer kleiner oder gleich dem der idealen Wärmekraftmaschine, dem Carnot-Wirkungsgrad
{\displaystyle \eta _{\mathrm {C} }=1-{\frac {T_{\mathrm {i} }}{T_{\mathrm {s} }}}}
mit {\displaystyle T_{\mathrm {i} }} als untere Temperatur (inferior) und {\displaystyle T_{\mathrm {s} }} als obere Temperatur (superior).
Der exergetische Wirkungsgrad einer Energiewandlung bezieht alle ein- und ausfließenden Energieströme auf den Exergiegehalt, also die Arbeitsfähigkeit.
{\displaystyle \eta _{\text{exergetisch}}={\frac {\text{Exergie-Output}}{\text{Exergie-Input}}}}

### Brutto- und Nettowirkungsgrad
Insbesondere bei Wärmekraftwerken wird zwischen Brutto- und Nettowirkungsgrad unterschieden. Der Bruttowirkungsgrad bezieht sich auf die Bruttoleistung {\displaystyle P_{\text{brutto}}}, also die elektrische Leistung ohne Berücksichtigung der Eigenverbraucher wie z. B. Speisewasserpumpe:
{\displaystyle \eta _{\text{brutto}}={\frac {P_{\text{brutto}}}{{\dot {m}}\cdot H_{\text{u}}}}}
(Dabei sind {\displaystyle {\dot {m}}} der Massenstrom des zugeführten Brennstoffs und {\displaystyle H_{\text{u}}} der Heizwert des Brennstoffs.)
Der Nettowirkungsgrad hingegen bezieht sich auf die Nettoleistung {\displaystyle P_{\mathrm {netto} }}, also die elektrische Leistung nach Abzug der Leistungsaufnahme der Eigenverbraucher {\displaystyle P_{\mathrm {EB} }}:
{\displaystyle \eta _{\mathrm {netto} }={\frac {P_{\mathrm {brutto} }-P_{\mathrm {EB} }}{{\dot {m}}\cdot H_{\text{u}}}}={\frac {P_{\mathrm {netto} }}{{\dot {m}}\cdot H_{\text{u}}}}}
Im deutschen Sprachraum wird für Kraftwerke der Nettowirkungsgrad angegeben, sofern nicht explizit etwa anderes genannt wird.

### Anlagenwirkungsgrad und Gesamtwirkungsgrad
Arbeiten mehrere Maschinen und Übertrager hintereinander, so werden deren einzelne Wirkungsgrade zum Gesamtwirkungsgrad {\displaystyle \eta _{\text{gesamt}}} der Anlage, dem Anlagenwirkungsgrad multipliziert.
{\displaystyle \eta _{\text{gesamt}}=\eta _{1}\cdot \eta _{2}\dotsm \eta _{n}=\prod _{i=1}^{n}\eta _{i}}
Beispiel:
- Kraftwerk mit Generator 40 % (0,40)
- Transformator am Kraftwerk 99 % (0,99)
- Transformator in der Nähe des Verbrauchers 95 % (0,95)
- Elektromotor 90 % (0,90)

Gesamtwirkungsgrad: {\displaystyle \eta _{\text{gesamt}}=0{,}40\cdot 0{,}99\cdot 0{,}95\cdot 0{,}90\approx 0{,}34} oder 34 %.
Bei diesem Beispiel wird angenommen, dass die Energieübertragung zwischen den einzelnen Maschinen verlustfrei passiert. Ist dies nicht der Fall, so müssen zusätzlich Wirkungsgrade der Energieübertragung mitgerechnet werden.
Wird die bei einem thermischen Umwandlungsprozess freiwerdende Abwärme weiter genutzt, zum Beispiel zur Luftvorwärmung, Ölvorwärmung oder Fernheizung, wie es bei Blockheizkraftwerken der Fall ist (siehe Tab. unten), so vergrößert sich der Wirkungsgrad der Anlage, da ein Teil der eigentlich für den Prozess verloren gegangenen Wärme trotzdem genutzt werden kann.

### Jahresnutzungsgrad
Der Jahresnutzungsgrad ist der jahresdurchschnittliche Anlagenwirkungsgrad über alle Betriebszyklen eines Wärmeerzeugers.
Er ermöglicht eine realistischere Kosten-Nutzen-Rechnung für Energiesparmaßnahmen, als dies mit der Näherungsrechnung des FTW möglich ist. Da auch durchschnittliche Häuser durch Verbesserung der Dämmung immer weniger Energie verbrauchen, wird die Betrachtung anderer Verluste immer wichtiger. Darunter fallen der Wärmeverlust der Wärmeerzeuger durch Abstrahlung, der Verlust durch Kondensation des Wassers im Brennstoff, benötigte Wärme durch häufige Starts der Heizung mit schlechtem Wirkungsgrad in der Startphase, niedrige Brennerlaufzeit durch zu groß dimensionierten Kessel.
Auch wenn moderne Einzelgeräte einer Heizungsanlage in der Regel einen Wirkungsgrad bei Nennleistung von über 90 % haben, beläuft sich der Jahresnutzungsgrad nur auf 60–80 %, die vom Heizkörper abgegeben werden.

### Normnutzungsgrad
Der Normnutzungsgrad bezieht die neue Technik der Brennwertkessel mit modulierender Leistungsregelung (Teillastbetrieb) durch gestufte Teillastbetriebspunkte von 12,8 %, 30,3 %, 38,8 %, 47,6 % und 62,6 % der Nennleistung mit ein.
Die Berechnung ist nach DIN 4702 Teil 8 festgelegt für
1. Heizbetrieb,
2. kombinierter Heizbetrieb mit allerdings nur etwa fünf Prozent Anteil Warmwassererwärmung,
3. Warmwassererwärmung.

## Wirkungsgrade größer 100%
Maschinen mit Wirkungsgraden größer als 100 % werden als „Perpetuum mobile erster Art“ bezeichnet. Solche Maschinen können aufgrund des Energieerhaltungssatzes nicht einmal theoretisch existieren. Falls in der Praxis trotzdem Wirkungsgrade über 100 % angegeben werden, so liegt die Ursache in dem Aufstellen einer unvollständigen Energiebilanzgleichung.
Ein Beispiel sind Brennwertkessel, bei denen teilweise heizwertbezogene Wirkungsgrade von über 100 % angegeben werden. Dabei wird unter „aufgewendeter Energie“ der Heizwert des Brennstoffes angesetzt. Der Heizwert berechnet sich jedoch aus der insgesamt freiwerdenden Wärme abzüglich der Verdampfungsenthalpie für das bei der Verbrennung entstehende Wasser. Der Heizwert beinhaltet also nur einen Teil der gesamten Brennstoffenergie. Im Unterschied zum „konventionellen“ Heizkessel wird beim Brennwertkessel das Abgas soweit abgekühlt, dass das bei der Verbrennung von Kohlenwasserstoffen entstehende Wasser kondensiert. Die dabei freiwerdende Kondensationsenthalpie kommt der Nutzenergie zugute, wurde aber anfangs nicht zur Eingangsenergie bilanziert.
Wird der Wirkungsgrad nicht auf Basis des Heizwertes, sondern auf Basis des Brennwertes des Brennstoffes berechnet, wird im Idealfall ein Wirkungsgrad von 100 % erreicht.
Wärmepumpen und Kälteanlagen – z. B. Klimaanlagen und Kühlschränke – funktionieren als umgekehrte Wärmekraftmaschine. In der Fachliteratur wird bei diesen Geräten neben dem Begriff „Wirkungsgrad“ die Leistungszahl ({\displaystyle \varepsilon }) als Maß für die Effizienz verwendet. Die Herstellerangaben bezeichnen die Leistungszahl für Kälteanlagen allerdings oft als „Wirkungsgrad“. Eine wichtige Kenngröße ist auch die Jahresarbeitszahl (JAZ).

Die Wärmepumpe fördert die Wärmeenergie aus der Umwelt und nutzt sie zur Änderung auf das gewünschte Temperaturniveau im Nutzraum. Die dabei insgesamt bereitgestellte Wärmeleistung ist größer als die beim Verdichtungsprozess entstehende Wärmeleistung. Daher werden für diesen Prozess „Wirkungsgrade“ von über 100 % erreicht. Typische Werte liegen zwischen 300 % und 800 %, was einer Effizienz (= Leistungszahl) von 3 bis 8 entspricht. Zur Vermeidung von Verwechslungen wird der thermische Wirkungsgrad von Wärmepumpen und Kältemaschinen als COP (engl. Coefficient Of Performance) bezeichnet, der kleiner ist als der reziproke Carnot-Wirkungsgrad.

## Beispiele
| Maschine, Prozess                                                    | Eingesetzte Energie                 | Nutzenergie                           | Wirkungsgrad [%]         |
| -------------------------------------------------------------------- | ----------------------------------- | ------------------------------------- | ------------------------ |
| Bereitstellung von Nutzenergie                                       |                                     |                                       |                          |
| Kernkraftwerk (Leichtwasserreaktor)                                  | nuklear                             | elektrisch                            | 30–37 (33)               |
| GuD-Kraftwerk (Erdgas)                                               | chemisch                            | elektrisch                            | 50–58                    |
| MHD-Generator                                                        | kinetisch                           | elektrisch                            | –20 (60 theoretisch)     |
| Solarzelle                                                           | elektromagnetisch (Sonnenstrahlung) | elektrisch                            | 5–27 (47)                |
| Thermoelement (thermoelektrischer Generator)                         | thermisch                           | elektrisch                            | 3–8 (12)                 |
| Wärmekraftwerk (Kohle)                                               | chemisch                            | elektrisch                            | 25–50                    |
| Wärmekraftwerk oder Motor mit Kraft-Wärme-Kopplung                   | chemisch                            | elektrisch und (thermisch+elektrisch) | 15–45 und (55–95)        |
| Wasserkraftwerk                                                      | mechanisch                          | elektrisch                            | 80–95                    |
| Windkraftanlage                                                      | mechanisch                          | elektrisch                            | 30–50                    |
| Brennstoffzelle                                                      | chemisch                            | elektrisch                            | 25–70                    |
| Bereitstellung von Wasserstoff/Sauerstoff                            |                                     |                                       |                          |
| Elektrolyse von Wasser                                               | elektrisch                          | chemisch                              | 70–80                    |
| Thermolyse von Wasser                                                | thermisch                           | chemisch                              | 75–90 (fiktiv)           |
| Maschinen und Geräte                                                 |                                     |                                       |                          |
| Dampfmaschine                                                        | chemisch                            | mechanisch                            | 3–44                     |
| Stirlingmotor                                                        | thermisch                           | mechanisch                            | 10–40 (~65 theoretisch)  |
| Pulsstrahltriebwerk                                                  | chemisch                            | mechanisch                            | 7                        |
| Ottomotor (1000 PS im Bestpunkt)                                     | chemisch                            | mechanisch                            | –35 (40)                 |
| Dieselmotor (10.000 PS mit Turbo und Ladeluftkühlung)                | chemisch                            | mechanisch                            | –45 (50)                 |
| Lok- und Schiffsdiesel                                               | chemisch                            | mechanisch                            | 42 bis über 50           |
| Elektromotor im Bestpunkt                                            | elektrisch                          | mechanisch                            | 94–99                    |
| Fahrrad                                                              | mechanisch                          | mechanisch                            | 90 (min.)                |
| Fahrraddynamo                                                        | mechanisch                          | elektrisch                            | 20–65                    |
| Gasverdichter / Gasturbine                                           | mechanisch                          | mechanisch                            | 90 (ca.)                 |
| Wasserturbine                                                        | mechanisch                          | mechanisch                            | 90–95                    |
| Windturbine                                                          | mechanisch                          | mechanisch                            | 40–50                    |
| Generator                                                            | mechanisch                          | elektrisch                            | 94–99                    |
| Glühlampe (keine Halogenlampe)                                       | elektrisch                          | elektromagn. (sichtb. Licht)          | 3–5                      |
| Hochspannungs-Gleichstrom-Kurzkupplung                               | elektrisch                          | elektrisch                            | 95                       |
| Lautsprecher                                                         | elektrisch                          | akustisch                             | 0,2–25, (0,2–2 für Hifi) |
| LED                                                                  | elektrisch                          | elektromagn. (sichtb. Licht)          | 5–25 (bis 50)            |
| Schaltnetzteil (für el. Geräte)                                      | elektrisch                          | elektrisch                            | 60–95                    |
| Sendeanlage                                                          | elektrisch                          | elektromagnetisch (Radiowellen)       | 10–80                    |
| Transformator                                                        | elektrisch                          | elektrisch                            | 50–99,7                  |
| Turbinentriebwerk (zivile Luftfahrt)                                 | chemisch                            | mechanisch                            | 40 (max.)                |
| Wechselrichter                                                       | elektrisch                          | elektrisch                            | 94–99                    |
| Zahnradpumpe                                                         | mechanisch                          | mechanisch                            | 80–91                    |
| Hydraulikpumpen                                                      | mechanisch                          | mechanisch                            | 70–93                    |
| Wärmeproduktion                                                      |                                     |                                       |                          |
| Gasherd (Haushalt)                                                   | chemisch                            | thermisch                             | 45–75 (30–45)            |
| Elektroherd (Haushalt)                                               | elektrisch                          | thermisch                             | 28–53 (40–80)            |
| Induktionsherd (Haushalt)                                            | elektrisch                          | thermisch                             | ~75                      |
| Wasserkocher (Haushalt)                                              | elektrisch                          | thermisch                             | 57–76                    |
| Mikrowelle (Haushalt)                                                | elektrisch                          | thermisch                             | ~65                      |
| Kohleofen (Haushalt)                                                 | chemisch                            | thermisch                             | 30–50                    |
| Kohleofen (Industrie)                                                | chemisch                            | thermisch                             | 80–90                    |
| Lagerfeuer (Kochstelle)                                              | chemisch                            | thermisch                             | 15 (max.)                |
| Gasheizung/Ölheizung                                                 | chemisch                            | thermisch                             | 80–98                    |
| Offener Kamin                                                        | chemisch                            | thermisch                             | 8–30                     |
| Sonnenkollektor                                                      | elektromagnetisch (Sonnenstrahlung) | thermisch                             | 85 (max.)                |
| Boiler, Tauchsieder                                                  | elektrisch                          | thermisch                             | 80–98                    |
| Natürliche Prozesse                                                  |                                     |                                       |                          |
| Photosynthese-Reaktion                                               | elektromagnetisch (Sonnenlicht)     | chemisch                              | 35                       |
| Glühwürmchen (Leuchtreaktion)                                        | chemisch                            | elektromagnetisch (Licht)             | 95 (max.)                |
| Mensch (Skelettmuskulatur)                                           | chemisch                            | mechanisch                            | 0–30                     |
| Umfangreichere Prozesse                                              |                                     |                                       |                          |
| Kohleabbau (Abbau von Kohle und anschließende Verbrennung)           | chemisch                            | thermisch                             | 30–60                    |
| Photosynthese (Erzeugung von Biomasse und anschließende Verbrennung) | elektromagnetisch (Sonnenlicht)     | chemisch                              | 0,1–2,5                  |

Anmerkungen:
1. 1 2 3  Die Angabe eines Wirkungsgrades für Nutzgrößen, die eine andere Dimension als Energie bzw. Leistung besitzen, ist generell nicht möglich. Im Falle von Lichtquellen z. B. ist die Nutzgröße der Lichtstrom, der die spektrale Empfindlichkeit des menschlichen Auges berücksichtigt. Die Größe für die Effizienz einer Lichtquelle ist die Lichtausbeute (Einheit: Lumen pro Watt). Es ist jedoch möglich, die Effizienz als das Verhältnis der Strahlungsleistung in einem „Idealspektrum“ gegenüber der Verbrauchsleistung anzugeben. Wählt man als Idealspektrum eines, das im sichtbaren Bereich zwischen 400 und 700 Nanometern dem Schwarzkörperspektrum entspricht und außerhalb dessen null ist, ergibt das für ein Schwarzkörperspektrum bei 2700 Kelvin (näherungsweise Standardglühlampe 60 Watt) eine Effizienz von etwa 5 %. Aufgrund der unscharfen Grenzen des sichtbaren Spektrums zum Infrarot- und Ultraviolettbereich ist solch eine Definition jedoch nicht eindeutig.

In Dietrich Pelte: Die Zukunft unserer Energieversorgung: Eine Analyse aus mathematisch-naturwissenschaftlicher Sicht. Springer, 2009, ISBN 978-3-8348-0989-6, S. 32 ff. (google.com [abgerufen am 10. Februar 2013]). wird eine Glühlampe als schwarzer Körper mit einer Temperatur von 2000 K angenommen. Dies ergibt einen Wirkungsgrad bezogen auf das sichtbare Strahlungsspektrum von 10 %. Durch weitere Wärmeverluste durch Konvektion wird ein Gesamtwirkungsgrad von 5 % angegeben.
2. ↑  Thermoelemente werden für manche Zwecke auch zur Bereitstellung von Nutzenergie verwendet.
3. ↑  Mit Berücksichtigung der Wärme spricht man häufiger vom Nutzungsgrad. Der Wirkungsgrad zur Erzeugung von Strom ist bei Auskopplung von Wärme geringer als ohne Wärmeentnahme.
4. ↑  Die Angabe eines Wirkungsgrades mit unterschiedlichen „Zielenergiearten“, in diesem Fall elektrisch und thermisch, ist nur bedingt aussagekräftig, da diese Energiearten eine unterschiedliche „Wertigkeit“ besitzen (siehe auch Entropie). So können elektrische und mechanische Energie zu 100 % in Wärme umgewandelt werden, in die andere Richtung geht das nur in den weiter oben erwähnten Grenzen. Beispiel: Ein Blockheizkraftwerk mit Umwandlung in 30 % elektrische und 60 % thermische Energie würde nach dieser Betrachtung einen (falschen) „Wirkungsgrad“ von 30 % + 60 % = 90 % ergeben. Mit einem GuD-Kraftwerk mit 60 % elektrischen Wirkungsgrad kann 30 % elektrische Energie zur Verfügung gestellt werden und mit den verbleibenden 30 % elektrischer Energie eine Wärmepumpe betrieben werden. Mit einer Nutzungsziffer von 5 erhält man damit 150 % Wärme (z. B. für eine Heizung) – also die 2,5-fache Menge des Blockheizkraftwerkes.
5. ↑  Der Wirkungsgrad von Windkraftanlagen wird dadurch begrenzt, dass nach dem Betzschen Gesetz maximal 59,3 % der im Wind enthaltenen mechanischen Leistung in Nutzleistung umgewandelt werden kann. Da das Verhältnis der an die Rotorwelle abgegebenen Leistung zu der Leistung, die der Strömung im Nachlauf fehlt, bei einer modernen Windkraftanlage zwischen 70 und 85 % liegt, errechnet sich der gegebene Wert aus 85 % von 59,3 %.
6. ↑  Bei fast allen Fahrraddynamos ist der Wirkungsgrad bei ca. 20 % anzutreffen, besonders effektive Dynamos mit Reiberädchen erreichen 25–30 %. Werte von 65 % lassen sich nur durch alternative Bauarten, wie beispielsweise Nabendynamos im optimalen Geschwindigkeitsbereich erreichen.
7. ↑  Laut Siemens-Website (PDF): 'Bei der Aerodynamik liegt der Wirkungsgrad schon bei 92 %', verrät Bernard Becker. 'Zwei bis drei Prozentpunkte sind vielleicht noch drin.'
8. ↑  Gas- und Dampfturbinen besitzen einen Wirkungsgrad über 95 %. Bei thermischen Kraftwerken begrenzt der Carnot’sche Kreisprozess den Gesamtwirkungsgrad auf 35–60 %. Hinzu kommen bis zum Endverbraucher noch Umform- und Leitungsverluste. Wasserturbinen haben einen hydraulischen Wirkungsgrad von über 95 %, jedoch ist der effektive Wirkungsgrad einer Maschinengruppe (Staubecken-Druckrohr-Turbine-Generator oder Damm-Turbine-Generator) Durch mechanische und elektromagnetische Reibungs/Wärmeverluste bei meist 70 bis maximal 87 %.
9. ↑  ohne Leitungsverluste
10. ↑  Anders als bei Bühnenlautsprechern ist bei Heim-Lautsprechern und Studio-Monitoren die klangneutrale Wiedergabe wichtiger als „lauter“ Wirkungsgrad. Bei Lautsprechern wird in den Daten häufig der sogenannte „Wirkungsgrad“ angegeben, der gar keiner ist. Was man dort findet ist der Kennschalldruckpegel in dB/W/m – dB pro Watt in einem Meter Abstand, besser also dB/(W*m) – was unwissenderweise gerne mit Wirkungsgrad bezeichnet wird.
11. 1 2 3  Ein Gasherd heizt die Umgebung. Ein Elektro-Induktionsherd heizt gezielt das Kochgeschirr, mit Wärmeverlusten in der Induktionselektronik. Dabei ist allerdings nur der Wirkungsgrad am Ort der Umwandlung berücksichtigt und nicht der Energieverlust bei der Stromerzeugung. Wird dieser berücksichtigt, hat ein Gasherd mindestens einen eben so guten Wirkungsgrad wie ein Elektroherd – je nach Wirkungsgrad des Kraftwerks.
12. ↑  Ein Lagerfeuer setzt den Heizwert des Brennstoffs mit hohem Wirkungsgrad in Wärme um (Unterscheidung zwischen Brenn- und Heizwert beachten). Aber nur ein geringer Teil der Wärme erhitzt einen Topf, der über dem Feuer hängt. Der größte Teil erwärmt die umgebende Luft.
13. ↑  Bezogen auf den Heizwert. Unterscheidung zwischen Brenn- und Heizwert beachten.
14. ↑  Lichtreaktion, also die Spaltung von Wasser in Protonen, Elektronen und Sauerstoff.
15. ↑  Das Minimum von 0 ergibt sich dadurch, dass die Muskulatur auch bei Tätigkeiten, bei denen keine Arbeit verrichtet wird Energie verbraucht (siehe Haltearbeit). Beispiel zur Veranschaulichung: ein Tisch kann im Gegensatz zu einem Muskel ein schweres Objekt in Position halten, ohne dafür eine Energiezufuhr zu benötigen.
16. ↑  Wirkungsgrad der Kohleförderung: Wie viele Tonnen Braun- bzw. Steinkohle muss man fördern und für die Produktionsanlagen verstromen, um eine Tonne verkaufen zu können?
17. ↑  Gesamtwirkungsgrad, d. h. auch einschließlich Energie, die zur Bereitstellung der Reaktionsmoleküle erforderlich ist.

### PKW

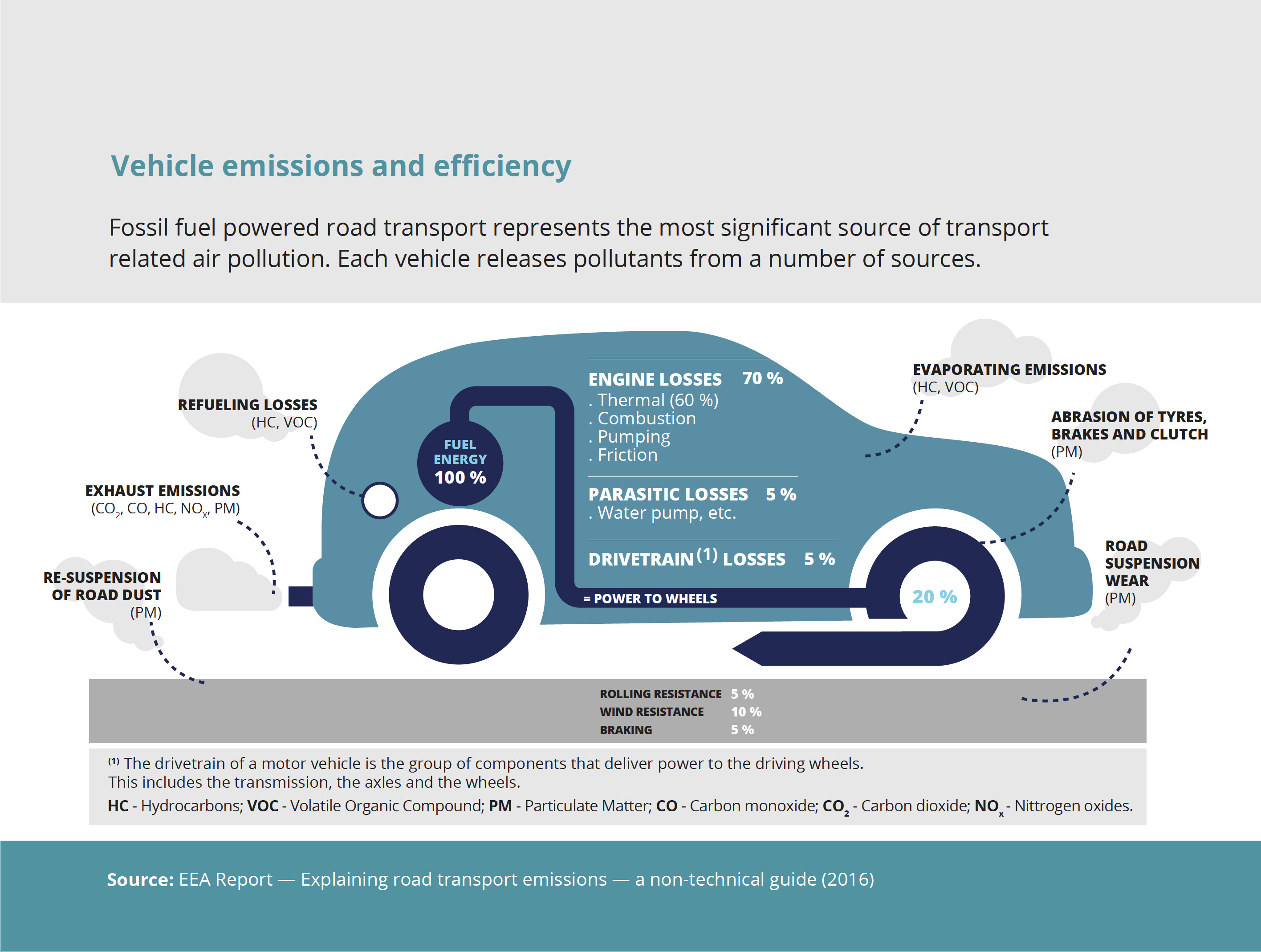
Verschiedene Faktoren in einem PKW mit Einfluss auf den Wirkungsgrad.

Ein PKW ist ein Beispiel für ein vielfältiges System mit verschiedenen Komponenten und Faktoren, die jeweils Einfluss auf den Wirkungsgrad nehmen.

## Angabe des Wirkungsgrades bei Lautsprecherdaten
Akustischer Wirkungsgrad (auch akustische Umsetzungsgrad) η eines Lautsprechers:
{\displaystyle \eta ={\frac {P_{\mathrm {ak} }}{P_{\mathrm {e} }}}}
Pak = abgegebene akustische Leistung
Pe = zugeführte elektrische Leistung
In den Lautsprecherdaten wird nicht der Wirkungsgrad angegeben, sondern der Kennschalldruckpegel in dB bei 1 W in 1 m Entfernung. Der Wirkungsgrad liegt etwa zwischen 0,2 und 2 Prozent. Er kann durch Raumintegration in den Kennschalldruck umgerechnet werden, wenn das Abstrahldiagramm bekannt ist.